# Aleksandar Ranković (piłkarz)
Aleksandar Ranković, cyr. Александар Ранковић (ur. 31 sierpnia 1978 w Belgradzie) – były serbski piłkarz grający na pozycji obrońcy, bądź defensywnego pomocnika, obecnie trener.

## Kariera
Jest wychowankiem FK Rad. W pierwszej drużynie występował w latach 2000–2002. W lipcu 2002 roku odszedł do holenderskiego SBV Vitesse za kwotę 2 milionów euro. W 2005 roku odszedł do ADO Den Haag. Jego pierwszym meczem ligowym w barwach tej drużyny było spotkanie z Ajaxem Amsterdam (2:2), które zostało rozegrane 21 września 2005 roku. 22 czerwca 2011 roku podpisał kontrakt z Partizanem Belgrad.